# メディカルエステ専門学校

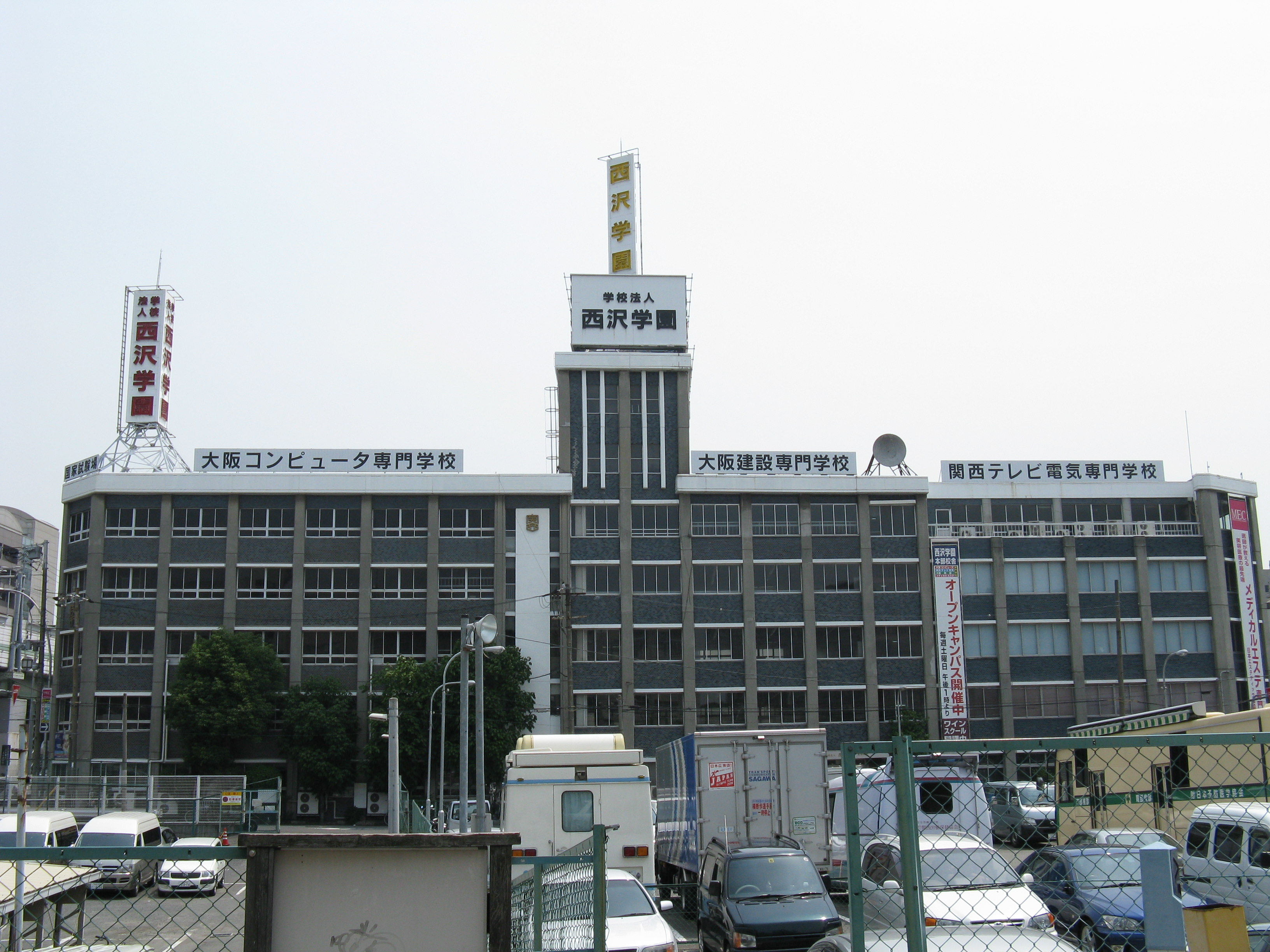
メディカルエステ専門学校

メディカルエステ専門学校（メディカルエステせんもんがっこう）は、学校法人西沢学園が運営する大阪市北区にある専修学校。

## 沿革
- 2004年 - 開校

## 学科
- メディカルエステ学科（昼間・夜間）
- MECインストラクター科

## 所在地
- 〒530-0052 大阪市北区南扇町3

最寄り駅は、Osaka Metro南森町駅・JR天満駅など